# Есаулов, Максим Александрович
Макси́м Алекса́ндрович Есау́лов (настоящая фамилия — Езупов; род. 9 июня 1968, Ленинград) — российский прозаик и киносценарист.

## Биография
Родился 9 июня 1968 года в Ленинграде. Окончил юридический факультет Санкт-Петербургского государственного университета (1992).
В 1992—1993 годах — оперуполномоченный уголовного розыска Дзержинского РУВД Санкт-Петербурга.
В 1993—1995 годах — оперуполномоченный РУОП по Северо-Западу.
В 1995—1999 годах — начальник отдела по раскрытию умышленных убийств Центрального РУВД Санкт-Петербурга.
В 1999—2006 годах — начальник отдела по раскрытию заказных убийств Управления уголовного розыска ГУВД Санкт-Петербурга.
Полковник милиции в отставке.
Жена — Елена Топильская, в прошлом следователь прокуратуры, ныне писатель, сценарист, адвокат.

## Сценарии
- 2004 — «Ментовские войны», реж. Павел Мальков (12 серий) — совместно с А. Романовым (НТВ)
- 2004 — «Потерявшие солнце», реж. Вячеслав Сорокин (6 серий) — совместно с А. Романовым (Первый канал)
- 2005 — «Ментовские войны-2», реж. Егор Абросимов (12 серий) — совместно с А. Романовым (НТВ)
- 2006 — «Контора», реж. Дмитрий Парменов (12 серий) — совместно с А. Романовым (НТВ)
- 2006 — «Ментовские войны-3», реж. Егор Абросимов (12 серий) — совместно с А. Романовым (НТВ)
- 2007 — «Гончие», реж. Вячеслав Лавров (12 серий) — совместно с А. Романовым (НТВ)
- 2007 — «Последнее путешествие Синдбада», реж. Егор Абросимов (12 серий) — совместно с А. Романовым (НТВ)
- 2007 — «Попытка к бегству», реж. Дмитрий Парменов (8 серий) — совместно с А. Романовым (НТВ)
- 2008 — «Ментовские войны-4», реж. Егор Абросимов (8 серий) — совместно с А. Романовым (НТВ)
- 2008 — «Гончие-2», реж. Вячеслав Лавров (12 серий) — совместно с А. Романовым (НТВ)
- 2008 — «Капкан для киллера» / «Волки», реж. Самвел Гаспаров (ТВ-муви) — совместно с В. Карышевым, А. Лапшиным, С. Гаспаровым (НТВ)
- 2009 — «Ментовские войны: Эпилог», реж. Егор Абросимов (ТВ-муви) — совместно с А. Романовым (НТВ)
- 2009 — «Возвращение Синдбада», реж. Егор Абросимов (12 серий) — совместно с А. Романовым (НТВ)
- 2009 — «Гончие-3», реж. Леонид Пляскин (12 серий) — совместно с А. Романовым (НТВ)
- 2009 — «Б.О.М.Ж.», реж. Алексей Богданов (12 серий) — совместно с А. Романовым (НТВ)
- 2010 — «Врач», реж. Станислав Титаренко (12 серий) — совместно с А. Орловым (НТВ)
- 2010 — «Государственная защита», реж. Александр Устюгов (12 серий) — совместно с А. Романовым (НТВ)
- 2010 — «Ментовские войны-5», реж. Алексей Богданов (Фильм 1 - «Другая река», Фильм 2 - «С чистой совестью») Алан Дзоциев (Фильм 3 - «Лицом к лицу», Фильм 4 - «Голова медузы») (16 серий) — совместно с А. Романовым, С. Майоровым, А. Орловым (НТВ)
- 2010 — «Москва. Три вокзала 1-2», реж. Ю. Павлов, Р. Кубаев, А. Канивченко (24 серии из 36-ти) — совместно с С. Майоровым, К. Мухановым, А. Орловым, А. Самойловым, Д. Филипповым, Д. Латыповым, И. Литвяком, Д. Терским и др. (НТВ)
  - «Билет в один конец»
  - «Ночная гостья»
  - «Стоп-кадр»
  - «Лёгкая рука»
  - «Свидетель убийства» (уч.)
  - «Высокое искусство» (уч.)
  - «Настоящий полковник» (уч.)
  - «Визит дамы» (уч.)
  - «Кораблик» (уч.)
  - «Улыбайся только своим»
  - «Каталы»
  - «Королева прииска „Счастливый“» (уч.)
  - «Рисованное убийство» (уч.)
  - «Кубок для чемпионов»
  - «Отличница» (уч.)
  - «Безупречное алиби» (уч.)
  - «Награды для героев»
  - «Один шанс на миллион» (уч.)
  - «Проклятие» (уч.)
  - «Скупой платит жизнью» (уч.)
  - «Три девицы»
  - «Предпоследняя электричка»
  - «Пегас ширококрылый» (уч.)
  - «Расплата»
- 2010 — «Версия-2», реж. Леонид Пляскин (8 серий) — совместно с А. Романовым, С. Майоровым, А. Орловым (НТВ)
- 2010 — «Семейная история», реж. Вячеслав Лавров (4 серии) — совместно с А. Романовым
- 2011 — «Государственная защита-2», реж. Алан Дзоциев (12 серий) — совместно с А. Романовым, А. Орловым, С. Майоровым (НТВ)
- 2011 — «Гончие-4», реж. Леонид Пляскин (16 серий) — совместно с А. Романовым, А. Орловым, С. Майоровым (НТВ)
- 2011 — «Ментовские войны-6», реж. Сергей Раевский (16 серий) — совместно с А. Романовым, С. Майоровым, А. Орловым (НТВ)
- 2011 — «Я ему верю» / «Инспектор по надзору», реж. Павел Мальков, Надежда Якушева (16 серий) — совместно с Е. Островским, С. Кузнецовым, А. Самойловым, Д. Терским (Звезда, Россия-1)
- 2011 — «Странствия Синдбада», реж. Ким Дружинин (16 серий) — совместно с А. Романовым, А. Самойловым, И. Бежецкой (НТВ)
- 2011 — «Версия-3», реж. Леонид Пляскин (8 серий) — совместно с А. Романовым, С. Майоровым, А. Орловым (НТВ)
- 2011 — «Профиль убийцы», реж. Владимир Койфман (16 серий) — совместно с Д. Терским (НТВ)
- 2011 — «Москва. Три вокзала-3», реж. Р. Уразаев, А. Канивченко, С. Коршунов (23 серии из 24-х) — совместно с Д. Терским, Р. Лебедевым, А. Самойловым, К. Мухановым, А. Ждановым, Д. Латыповым, Е. Пермяковой и др. (НТВ)
  - «Гость с юга»
  - «Неравная любовь»
  - «Перелётная птица» (уч.)
  - «Случайный свидетель» (уч.)
  - «Негативные последствия» (уч.)
  - «Таможня даёт добро»
  - «Девочка, хочешь сниматься в кино?»
  - «Блондинка с перрона»
  - «Третий лишний»
  - «Сын»
  - «Курьер»
  - «Игра в прятки»
  - «Змеиный рейс»
  - «Эффект бумеранга»
  - «Цепная реакция»
  - «Шальные деньги»
  - «Цена ошибки»
  - «Закон подлости»
  - «Железный фактор»
  - «Золотой гол»
  - «Друзья-товарищи»
  - «Свободная касса»
  - «Миг перед смертью»
- 2012 — «Москва. Три вокзала-4», реж. А. Канивченко, С. Коршунов, В. Нахабцев, М. Илюхин (24 серии) — совместно с Д. Терским, А. Самойловым, Р. Лебедевым, А. Леоновой, А. Ждановым, И. Литвяком, Д. Латыповым, Д. Марковым, К. Мухановым, Е. Пермяковой (НТВ)
- 2012 — «Предатель», реж. Станислав Титаренко (12 серий) — совместно с С. Майоровым (НТВ)
- 2012 — «Просто Джексон», реж. Леонид Пляскин (ТВ-муви) — совместно с Д. Филипповым (НТВ)
- 2012 — «Отдельное поручение», реж. Дмитрий Аверин (ТВ-муви) — совместно с А. Романовым, С. Майоровым, А. Орловым (НТВ)
- 2012 — «Мент в законе-6», реж. Сергей Полянский (4 серии из 24-х) — совместно с А. Ждановым (НТВ)
  - «Чужая земля»
- 2012 — «Гончие-5», реж. Валерий Мызников (16 серий) — совместно с А. Романовым, Д. Филипповым (НТВ)
- 2012 — «Время Синдбада», реж. Ольга Кандидатова, Ким Дружинин, Кирилл Капица (24 серии) — совместно с И. Бежецкой, С. Егоровым, А. Самойловым, Д. Терским, Р. Лебедевым (НТВ)
- 2013 — «Волчий остров» / «Тот, кого нет», реж. Алексей Шикин (ТВ-муви) — совместно с Д. Терским (НТВ)
- 2013 — «Ментовские войны-7», реж. Сергей Раевский, Денис Скворцов (24 серии) — совместно с А. Романовым, С. Майоровым, А. Орловым, Р. Лебедевым (НТВ)
- 2013 — «Ковбои», реж. Станислав Титаренко (16 серий) — совместно с Д. Филипповым (НТВ)
- 2013 — «Государственная защита-3», реж. Алан Дзоциев (16 серий) — совместно с А. Романовым (НТВ)
- 2013 — «Москва. Три вокзала-5», реж. Николай Денисов, Михаил Илюхин (19 серий из 24-х) — совместно с Д. Терским, А. Самойловым, Р. Лебедевым, А. Леоновой, Е. Пермяковой, Д. Марковым, А. Ждановым, К. Мухановым (НТВ)
  - «Убийство на десерт»
  - «Случайный кадр»
  - «Нефтяной гамбит»
  - «Судный день»
  - «Друг человека»
  - «За „козла“ ответишь!»
  - «Дело рыжих»
  - «Ленин жив!»
  - «Любовь зла»
  - «Опасные связи»
  - «Кто кого?»
  - «Исчезнувшая пассажирка»
  - «Мамочка, я жулика люблю»
  - «Постоялец»
  - «Маски сорваны»
  - «Этот поезд в огне»
  - «Исповедь»
  - «Вокзальный зомби»
  - «Нечистый спирт»
- 2013 — «Москва. Три вокзала-6», реж. Николай Денисов (3 серии из 24-х) — совместно с Р. Лебедевым, А. Леоновой, А. Самойловым, А. Ждановым (НТВ)
  - «Неспортивное поведение»
  - «Случайный пассажир»
  - «Поезд идёт в депо»
- 2013 — «Моя фамилия Шилов», реж. Андрей Элинсон (ТВ-муви) — совместно с А. Романовым (НТВ)
- 2013 — «Гончие-6», реж. Валерий Мызников (24 серии) — совместно с А. Романовым, Р. Лебедевым (НТВ)
- 2014 — «Ментовские войны-8», реж. Денис Скворцов (16 серий) — совместно с А. Романовым, С. Майоровым, Д. Филипповым, А. Орловым (НТВ)
- 2014 — «Чужой», реж. Георгий Даниелянц, Вадим Саетгалиев, Пётр Забелин (24 серии) — совместно с Д. Филипповым, Р. Лебедевым (НТВ)
- 2014 — «Профессионал», реж. Алан Дзоциев (16 серий) — совместно с А. Романовым, С. Майоровым, А. Орловым (НТВ)
- 2014 — «Отцовский инстинкт», реж. Станислав Титаренко (ТВ-муви) — совместно с А. Романовым, С. Майоровым, А. Орловым
- 2015 — «Своя чужая» / «Ищейка», реж. Андрей Элинсон (16 серий) — совместно с А. Самойловым, А. Ждановым, Е. Пермяковой, К. Мухановым, Б. Богдановым, Д. Латыповым, С. Егоровым, Р. Лебедевым и др. (Россия-1)
- 2015 — «Ментовские войны-9», реж. Денис Скворцов (16 серий) — совместно с А. Романовым, С. Майоровым, Д. Филипповым, А. Орловым (НТВ)
- 2016 — «Перевозчик», реж. Сергей Полянский (16 серий) — совместно с Д. Латыповым (НТВ)
- 2016 — «Внутреннее расследование», реж. Вадим Саетгалиев (16 серий) — совместно с Р. Лебедевым, А. Самойловым (НТВ)
- 2016 — «Улицы разбитых фонарей-15», реж. Жанна Коханова, Максим Карявин (5 серий из 40) — совместно с Н. Матвеевой, А. Самойловым, Б. Богдановым, И. Бежецкой, С. Егоровым, А. Леоновой, Р. Лебедевым, И. Литвяком (НТВ)
  - «Полицейская краса»
  - «Дорожный конфликт»
  - «Знак Скорпиона»
  - «Рубин Каира»
  - «Пьяная дача»
- 2016 — «Профиль убийцы-2», реж. Владимир Койфман (24 серии) — совместно с Д. Терским, Е. Топильской (НТВ)
- 2016 — «Ментовские войны-10», реж. Денис Скворцов (16 серий) — совместно с А. Романовым, С. Майоровым, Д. Филипповым, А. Орловым, Д. Терским (НТВ)
- 2016 — «Мент в законе-9», реж. Игорь Ромащенко (8 серий из 44-х) — совместно с А. Ждановым (НТВ)
  - «Битовский переполох»
  - «Цена таблетки»
- 2017 — «Ментовские войны. Одесса», реж. Валерий Ибрагимов (24 серии) — автор сюжета (2+2)
- 2017 — «Ментовские войны. Киев», реж. Сергей Толкушкин, Андрей Руденко, Сергей Уманец (36 серий) — автор сюжета (2+2)
- 2017 — «Ментовские войны-11», реж. Алан Дзоциев, Егор Абросимов (16 серий) — совместно с А. Романовым, С. Майоровым, Д. Филипповым, А. Орловым (НТВ)
- 2018 — «Ментовские войны. Харьков», реж. Валерий Рожко, Тарас Рыбальченко (40 серий) — автор сюжета (2+2)
- 2019 — «Ментовские войны. Харьков-2», реж. Валерий Рожко, Тарас Рыбальченко (32 серии) — автор сюжета (2+2)
- 2019 — «Горячая точка», реж. Денис Карро (24 серии) — совместно с В. Михеевым, Ю. Сапроновым (НТВ)
- 2020 — «Дельфин», реж. Мурад Алиев (4 серии) — совместно с В. Михеевым по идее В. Будилова и Е. Строгалевой (НТВ)
- 2020 — «Проспект Обороны», реж. Сергей Быстрицкий, Сергей Винокуров (16 серий) — совместно с А. Ждановым, Б. Богдановым (НТВ)
- 2020 — «Игра на выживание», реж. Карен Оганесян (12 серий) — совместно с К. Мухановым, Е. Попечителевой по идее Ю. Сапронова и В. Яковлева (PREMIER, ТНТ)
- 2020 — «Вирус», реж. Рустам Уразаев (8 серий) — совместно с А. Орловым, В. Михеевым (SMOTRIM, НТВ)
- 2020 — «Ментовские войны. Харьков-3», реж. Валерий Рожко, Николай Пелихов (16 серий) — автор сюжета (2+2)
- 2021 — «Бухта Глубокая», реж. Андрей Щербинин, Пётр Забелин (12 серий) — совместно с С. Майоровым, Д. Филипповым по идее А. Ноткиной и М. Варламовой (НТВ)
- 2021 — «Немцы», реж. Стас Иванов (10 серий) — совместно с С. Ивановым, Д. Латыповым, Ю. Сапроновым, Е. Топильской по мотивам романа А. Терехова (KION, по заказу НТВ)
- 2021 — «Ментовская сага», реж. Пётр Забелин, Жанна Коханова (12 серий) — совместно с С. Майоровым (SMOTRIM, по заказу НТВ)
- 2021 — «Горячая точка-2», реж. Денис Карро (24 серии) — совместно с В. Михеевым (НТВ)
- 2021 — «Ключ от всех дверей», реж. Максим Демченко (16 серий) — совместно с В. Михеевым, И. Михеевой (Россия-1)
- 2021 — «Борец», реж. Нурбек Эген (4 серии) — совместно с А. Романовым, О. Маловичко (НТВ)
- 2022 — «Абсурд», реж. Артём Насыбулин (8 серий) — совместно с Э. Багировым, Р. Лебедевым, А. Самойловым (PREMIER, НТВ)
- 2022 — «Без правил», реж. Иван Китаев (8 серий) — совместно с А. Романовым, В. Батрамеевым (PREMIER, ТВ-3)
- 2022 — «Дайвер», реж. Станислав Мареев (10 серий) — совместно с А. Романовым по идее В. Будилова и И. Стулова (НТВ)
- 2022 — «Тверская», реж. Леонид Пляскин, Михаил Кабанов (10 серий) — совместно с Д. Новосёловым, Р. Лебедевым, А. Самойловым (PREMIER, НТВ)
- 2022 — «Агентство "Справедливость"», реж. Алан Дзоциев (10 серий) — совместно с С. Майоровым, Д. Терским (НТВ)
- 2023 — «Чужая стая-2. Невидимый враг», реж. Александр Калугин, Всеволод Аравин (20 серий) — совместно с А. Самойловым, Р. Лебедевым, Е. Гусаренко (НТВ)
- 2023 — «Аутсайдер», реж. Владимир Нахабцев (24 серии) — совместно с С. Майоровым, Д. Терским (PREMIER, НТВ)
- 2023 — «Горячая точка-3», реж. Денис Карро (24 серии) — совместно с В. Михеевым (НТВ)
- 2024 — «Пустые города», реж. Вадим Саетгалиев (16 серий) — совместно с С. Майоровым

В производстве
- «Лепила»
- «Тайный советник»

В планах
- «Ментовская сага. Продолжение», реж. Жанна Коханова (12 серий) — совместно с С. Майоровым
- «Дотронься до неба», реж. Нурбек Эген (полный метр + 4 серии) — совместно с А. Романовым, А. Тигаем, Л. Пивоваровой
- «Центр / Псы и волки» (24 серий) — совместно с А. Романовым

Нереализованные проекты
- «Мгновения капитана Громова» (ТВ-муви)
- «Последняя страница» (8 серий) — совместно с Е. Топильской
- «Врач-2» (16 серий) — совместно с А. Орловым
- «Дачный сезон» / «Железный дровосек» (ТВ-муви) — совместно с А. Романовым
- «Своя чужая 2» (16 серий) — совместно с А. Самойловым и др.
- «16 дней», реж. Леонид Пляскин, Алексей Гусев (16 серий) — совместно с А. Самойловым, И. Литвяком
- «Фанат» (сериал)
- «Выезд» (полный метр) — совместно с Э. Латыповым
- «Ментовские войны-12» (8 серий) — совместно с А. Романовым, С. Майоровым, А. Орловым, Д. Филипповым
- «Чужой-2» (32 серии) — совместно с Б. Богдановым, К. Мухановым
- «Внутреннее расследование-2» (24 серии) — совместно с Р. Лебедевым, А. Самойловым
- «Профессионал-2» (24 серии) — совместно с А. Романовым
- «Моя фамилия Шилов-2» (ТВ-муви) — совместно с А. Романовым, С. Майоровым, А. Орловым

## Научные работы
- Езупов М.А., Новик В.В., Топильская Е.В. Убийство по найму: понятие и проблемы доказывания // Современные проблемы уголовного права, уголовного процесса, криминалистики, прокурорского надзора. Сборник научных трудов (1998 г.)
- Езупов М.А. Понятие убийств по найму. Уголовно-правовая и криминалистическая характеристики данного вида преступлений // Судебная реформа и эффективность деятельности органов суда, прокуратуры и следствия. 2-я научно-практическая конференция молодых ученых 24 апреля 1999 г. (тезисы выступлений аспирантов и соискателей) (1999 г.)
- Езупов М.А., Медведев И.А. Особенности организации оперативного обеспечения раскрытия и расследования умышленных убийств, вызвавших общественный резонанс // Совершенствование взаимодействия следственных и криминалистических подразделений органов прокуратуры, экспертно-криминалистических подразделений органов внутренних дел и судебно-экспертных учреждений. Междуведомственный региональный семинар-совещание, 14 (2000 г.)
- Езупов М.А., Новик В.В. Оперативное сопровождение судебного производства по уголовному делу // Уголовное право. № 4 (2005 г.)

## Продюсирование
- 2024 —— «Пустые города», совместно с Е. Абросимовым и Т. Вайнштейном

## Награды
- Медаль ордена «За заслуги перед Отечеством» II степени;
- Медаль «За отличие в охране общественного порядка»;
- Серебряная медаль Федеральной службы исполнения наказаний России «За вклад в развитие уголовно-исполнительной системы России».

## Максим Есаулов в произведениях других авторов
- Некоторые факты биографии и отдельные черты характера Есаулова использованы писателем Андреем Константиновым для создания ряда литературных персонажей, среди которых Максим Егунин из романа «Сочинитель», Максим Езидов из новеллы «Дело о дочери цыганского барона» и Максим Есаулов из трилогии «Наружное наблюдение».
- Максим Есаулов стал одним из прототипов Владимира Винокурова, героя сериала «Тайны следствия».